# Giovanni Pedrotti
Giovanni Pedrotti (Rovereto, 26 maggio 1867 – Andalo, 15 luglio 1938) è stato un alpinista, etnografo, naturalista, fotografo e irredentista italiano.

## Biografia

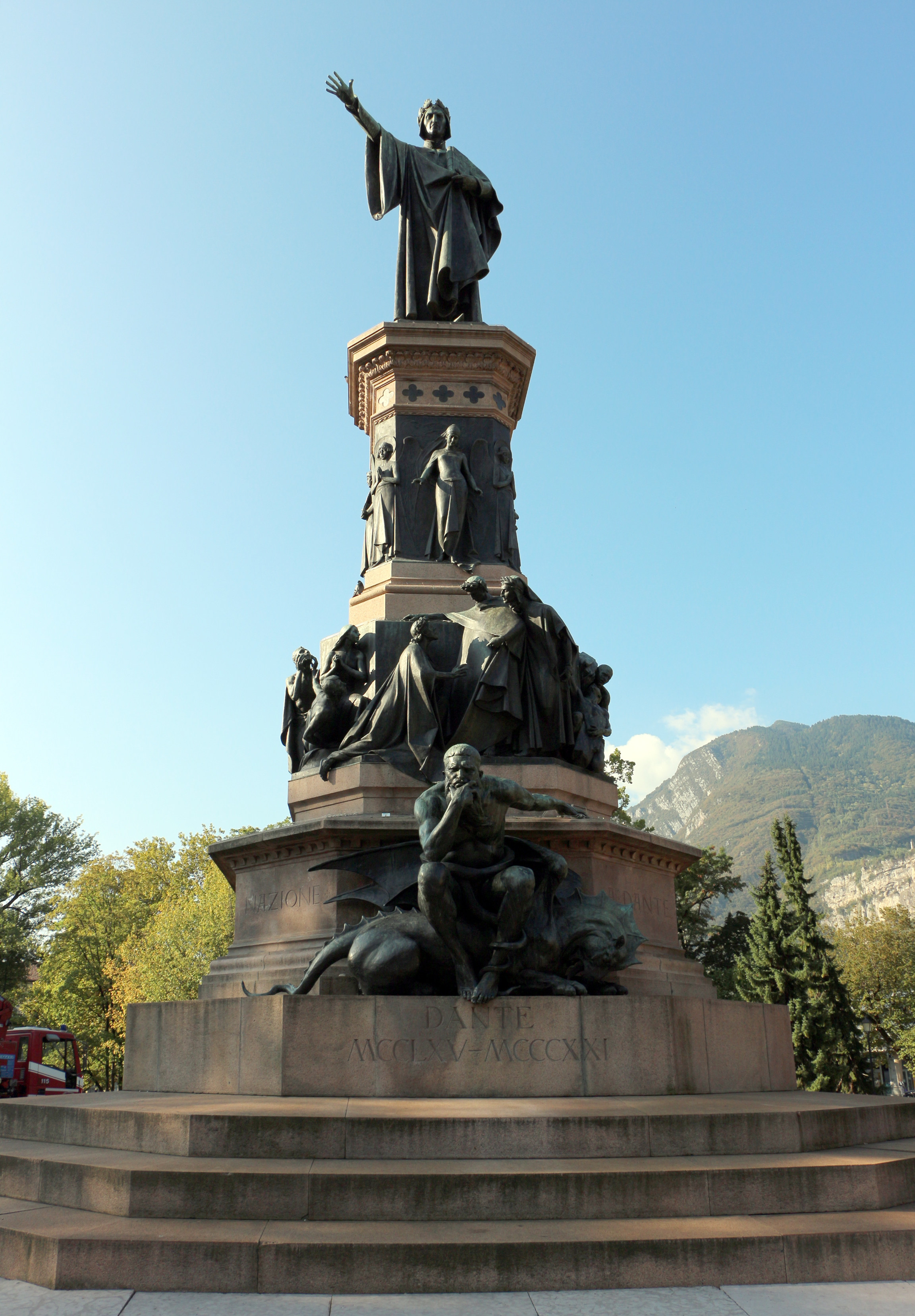
Pedrotti fu membro attivo del comitato per l'erezione del monumento a Dante a Trento

Appartenne a quel gruppo di appassionati alpinisti legato, oltre che dalla comune passione per la montagna, anche dagli ideali irredentistici che volevano il Trentino parte del Regno d'Italia. 
Fu figura di spicco del panorama politico trentino negli anni che precedettero la Grande Guerra e sino agli anni Trenta. 
Nel corso della sua intensa attività di studio e ricerca diede vita ad un archivio e ad una voluminosa biblioteca di notevole rilevanza scientifica.
L'8 agosto 1914 firmò, con Cesare Battisti e Guido Larcher, la richiesta al re d'Italia Vittorio Emanuele III di entrare in guerra contro l'Austria. Con gli stessi, fondò la "Commissione per l'emigrazione trentina" a Milano di cui fu presidente dal 1920 al 1922. Fu inoltre membro della "Commissione centrale di patronato dei fuoriusciti adriatici e trentini" con sede a Roma.

## Giovanni Pedrotti e la SAT
Iscritto alla Società Alpinisti Tridentini (SAT) sin dal 1886, ne fu presidente tra il 1925 e il 1928. Nel 1954 la SAT acquistò dagli eredi il palazzo Saracini-Cresseri (detto oggi Palazzo Saracini-Pedrotti), attuale sede del sodalizio alpinistico trentino. All'atto dell'acquisto gli eredi donarono alla SAT la biblioteca di famiglia: assieme al vecchio fondo alpinistico tale nucleo costituì le basi sulle quali è stata fondata nel 1991 la Biblioteca della Montagna.
A lui è dedicato il Rifugio Giovanni Pedrotti sulle Pale di San Martino.

## Il fondo Giovanni Pedrotti
Il fondo librario Giovanni Pedrotti è depositato presso la Biblioteca Civica di Bolzano. Esso comprende importanti testi alpinistici, storici e geografici, e possiede fra l'altro una ricca selezione di testi di Cesare Battisti.